# Alex Valderrama
Pour les articles homonymes, voir Valderrama.
Alex Valderrama, né le 1er octobre 1960 à Santa Marta (Colombie), est un footballeur colombien, évoluant au poste d'attaquant. Au cours de sa carrière, il évolue à l'Unión Magdalena, à Millonarios, à Junior, à l'Atlético Nacional, au Deportivo Táchira, au Deportivo Anzoátegui et au Deportivo Unicosta ainsi qu'en équipe de Colombie.
Valderrama marque cinq buts lors de ses vingt-deux sélections avec l'équipe de Colombie entre 1979 et 1988. Il participe à la Copa América en 1979 et en 1983 avec la Colombie.

## Carrière
- 1979-1981 :  Unión Magdalena
- 1982 :  Millonarios
- 1983 :  Unión Magdalena
- 1984-1987 :  Junior
- 1988-1990 :  Atlético Nacional
- 1991 :  Deportivo Táchira
- 1993 :  Unión Magdalena
- 1994 :  Deportivo Anzoátegui
- 1995 :  Deportivo Unicosta[2]

## Palmarès

### En équipe nationale
- 22 sélections et 5 buts avec l'équipe de Colombie entre 1979 et 1988

### Avec l'Atlético Nacional
- Vainqueur de la Copa Libertadores en 1989
- Vainqueur de la Copa Interamericana en 1990